# Gare de Losheimergraben
La gare de Losheimergraben est une ancienne gare ferroviaire à la frontière entre la Belgique et l'Allemagne, sur la ligne 45A, de Jünkerath à Weywertz, à proximité du hameau de Losheimergraben dans la commune de Bullange en province de Liège, en Région wallonne.

## Situation ferroviaire
La gare de Losheimergraben se trouvait au point kilométrique (PK) 2,3 de la ligne 45A, de Losheimergraben (frontière) à Weywertz. Avant le déplacement de la frontière, elle constituait le PK 23,3 entre la gare de Losheim (restée en Allemagne) et celle de Honsfeld, en Belgique. Son altitude de 609 m en fit la gare la plus haute du réseau ferré belge de 1920 à sa fermeture.

## Histoire
Le 1er juillet 1912 par l'administration des chemins de fer de l'État de Prusse (Königlich Preußische Staatseisenbahnen) met en service la ligne de Jünkerath à Weywertz ainsi que la ligne de Dümpelfeld à Lissendorf (de). Ces deux lignes locales doivent constituer un axe de pénétration entre la région de Bonn et les confins proches de la Belgique et du grand-duché de Luxembourg. Les infrastructures surdimensionnées en temps de paix joueront un rôle important lors de la Première Guerre mondiale pour le transport de troupes, d'armements ou de blessés continuant à travers la Belgique occupée. Losheimergraben est alors une modeste gare rurale où s'arrêtent des omnibus Jünkerath - Malmédy.
Elle accède soudainement au statut important de gare frontalière lors du rattachement des cantons de l'Est à la Belgique après l'Armistice allemand. Le nombre des voies de garage est augmenté et les trains de voyageurs doivent attendre 1928 pour traverser à nouveau la frontière.
La région est annexée par l'Allemagne en 1940 mais les frontières antérieures sont rétablies en 1945. Une fois réparées les destructions causées par la guerre, la desserte effectuée par autorails reprend, à nouveau limitée à Losheimergraben jusqu'en 1950. Le service international avec des trains de voyageurs venus d'Allemagne sera de courte durée car les trains de passagers de la ligne 45A sont supprimés en mai 1952. Du côté allemand (Jünkerath - Losheim), ils disparaissent en 1963.
Les trains de marchandises sont remorqués par des locomotives allemandes jusque Losheimergraben. À partir de 1979, la desserte quotidienne passe à deux jours par semaine, le mardi et le jeudi, alors que la SNCB met en œuvre des parcours réguliers les lundis, mercredis et vendredis. Les marchandises en transit perdaient donc au-moins une journée en gare. Jusqu'en 1981, il subsistera cependant quelques parcours jusque Losheim tractés par des locomotives belges.
Après 1982, plus aucun train ne circule à l'est de Bullange mais la remise en état de la ligne est réclamée, pour des raisons stratégiques : raccourcir le trajet entre le Camp militaire d'Elsenborn et les bases militaires en Allemagne. Dans le même but, la ligne 45 (Trois-Ponts - Malmédy - Waimes) est concernée par ces travaux de reconstruction achevés en 1988-1989. Le changement de tracé qui en résulte sonnent le glas du trafic sur la section Raeren - Sourbrodt de la Vennbahn. Par ailleurs, l'ultime bâtiment de la gare de Losheimergraben est rasé.
Ce trafic militaire, combiné à quelques trains de marchandises ou d'excursion, ne dure qu'un temps et la section vers la frontière ferme définitivement en 1999. Le reste de la ligne est démonté en 2006-2007. Un chemin asphalté a remplacé les rails et se prolonge jusqu'à l'entrée de Jünkerath.

## Patrimoine ferroviaire
La gare semble avoir connu trois bâtiments : une construction sans étage en bois hourdé de briques composée d'au-moins 3 parties ; la maison du chef de gare à proximité et un bâtiment en briques plus récent remplaçant celui d'origine détruit durant la Seconde guerre. Abritant le poste de block n°8, il était déjà abandonné en 1985, et sera détruit lors de la réfection des voies.